# 티베트 독립운동

티베트의 기는 종종 티베트 독립운동의 상징으로 사용된다.

티베트 독립운동 혹은 시짱 독립운동(중국어: 西藏独立运动)은 현재 중화인민공화국의 통치아래에 있는 티베트 (시짱 자치구)에 독립된 국가인 티베트를 세우려는 운동이다. 이 운동은 티베트에서 망명한 티베트인들에 의하여 주도되고 있다.

## 역사적 배경
1951년 티베트는 중화인민공화국과 체결한 십칠조협의를 통해 중화인민공화국에 합병되었다. 그러나 1959년 3월 티베트 자치구의 수도 라싸에서 대규모의 민족 운동이 발생하였고, 이어 제14대 달라이 라마는 인도에 망명하여 중국공산당과 대립상태에 있다(1959년 티베트 봉기 참조). 중화인민공화국의 티베트인 집단 거주 지역에서는 1980년대 이후 여러 차례에 걸쳐 대규모 시위가 발생하였다는 것이 확인되고 있다.
2008년 3월, 티베트의 라사에서 승려들과 당국 간에 충돌이 일어나, 다수의 희생자를 낳았다. 이에 대한 항의활동이 세계 각국에서의 베이징 올림픽 성화 릴레이에 영향을 주었다. 달라이 라마는 올림픽 개최를 지지하는 한편, 중국 공산당에 대화를 요청하였다. 2008년 5월부터 특사와 중국 공산당과의 대화가 시작되었으나, 큰 진전은 보이지 못했다. 2009년 3월에는 티베트 독립운동으로부터 50년이 되어, 긴장이 고조되어 당국은 경비를 강화하였다.

## 현재 상황
망명 중인 달라이 라마는 미국 국회와 유럽 의회를 포함한 많은 국제적 장소에서 연설을 해왔다. 그는 1987년에 독립문제에 대한 평화적 해결을 위한 캠페인을 시작했다. 그는 중국 공산당이 티베트의 완전한 자치를 인정해준다면 중화인민공화국의 일부로서 티베트를 수용할 수 있다는 입장을 보이고 있다. 지난 40여 년 동안 달라이 라마는 폭넓은 지지를 이끌어 내왔지만, 티베트 망명정부의 공식 인정을 얻어 내지는 못하고 있다. 이 운동에 참여하는 단체는 다음과 같다.
- 자유 티베트 운동 : 1987년에서 1989년 사이에 티베트 내부에서 시작된 운동으로 중국 공산당은 이를 적발하여 10명의 승려를 구금하였고, 2004년에도 3명이 구금된 상태에 있다.
- 티베트 청년 의회 : 티베트 망명정부가 위치한 인도의 다람살라에 위치한 70,000명의 회원을 보유했다고 주장한다.
- 국제 티베트 독립 운동 : 미국 인디애나주에 위치하였으며 1995년에 공식 조직이 만들어졌으며 다양한 국제 활동에 주력하고 있다.
- 국제 티베트 원조 기구 : 2004년에 네덜란드 암스테르담에 설립된 조직으로 국제 티베트 독립 운동 조직의 유럽 지부로서의 역할을 하고 있다.

### 2008년 티베트 소요 사태
1959년 티베트 독립운동 49주년이 되는 2008년 3월 10일 티베트 승려(수도승) 600여 명의 중국공산당에 대한 항의 시위로 시작되어 티베트 독립운동 시위대가 중화인민공화국 공안부와 충돌하면서 유혈사태로 번지게 되었고, 중국공산당의 무력진압으로 사태가 격화되었다.
미국은 공식석상에서는 티베트 독립을 당연히 반대하지만 은밀히 망명 정부를 도와주고 있다. 또한 티베트 자치구 방문을 막는 중국 관료들에게 미국 입국을 금지하였다. 같이 미국인의 자유로운 티베트 방문권을 보장하는 '티베트 상호여행법(Reciprocal Access to Tibet Act, H.R. 1872)’에 상하원 통과후 서명하였다. 2020년 1월에는 티베트 정책·지지 법안을 찬성 392표, 반대 22표로 통과시켰다.
현재 중국 정부는 위구르에 비해선 티베트에는 정부의 입김이 세긴 하지만 티베트 출신 뤄쌍장춘이나 바이마츠린 등에게 자치를 맡기고 있으며 이슬람 회족들의 노력이 있으나 지금도 이슬람에 대해 호의적은 아니다. 불교는 비교적 탄압이 적은 편이긴 하나 중국은 현재 국가 무신론을 내세우는 국가이니만큼 비교적 적을 뿐이지 종교탄압에서 완전히 벗어나긴 힘들며 분리주의 운동이 아닌 자치권 확대 요구도 묵살하고 있다.
2020년에는 미국의 마이크 폼페이오 국무부 장관이 25년간 실종 상태인 판첸 라마 문제를 내세워 중국을 압박했다. 이에 대해 자오리젠 중국 외교부 대변인은 지난 1995년 달라이 라마가 판첸 라마의 환생자로 지명한 겐둔 치아키 니마와 관련해 “그는 어렸을 때 무상 교육을 받았고 대학 입학 시험을 통과했으며, 지금은 직업을 갖고 있다”고 말했다. 미국 외교관과 언론인 관광객의 티베트 지역 방문을 중국이 막는 것과 관련 이에 관여한 중국 관리들의 비자를 제한한다고 밝혔다. 중국도 맞대응했다.
2020년 10월 14일 3년이나 비어 있던 티베트 정책조정관으로 임명된 로버트 데스트로 미국 국무부 차관보가 임명 직후 티베트 망명정부의 롭상 상가이(Lobsang Sangay) 수반을 만났는데, 미국 관리가 망명정부 수반을 만난 것은 티베트 망명정부 수립 60년 만에 처음이다. 이는 트럼프 행정부가 대선을 2주 앞두고 중국에 대한 압박의 강도를 최대화하려는 것으로 보인다. 이에 중공은 "티베트를 건들지 말라"며 강하게 반발했다. 동년 12월 23일 미 의회는 티베트지원법을 통과시켰다. 내용은 달라이 라마의 후계문제에 개입한 중국 당국자들에 대한 제재, 티베트 수도 라사에 미국 영사관 설치를 허용하지 않을 경우 미국 내 중국 영사관의 추가 설치 불허, 티베트 수자원 보호와 인권, 종교자유 등이다.
중국 서부 신장 지역에서 100만 명 이상의 위구르인들이 직업교육을 명분으로 강제수용소에 수감돼 있다는 주장을 놓고 미국 등 서방 국가들과 중국이 갑론을박을 벌이고 있다. 이런 가운데 이번에는 중국 정부가 80만 명 이상의 티베트 학생들을 공립 기숙학교에서 생활하게 하고 있다는 주장이 제기됐다. 이 가운데는 심지어 4세 어린이도 포함돼 있는 것으로 전해진다. 학생들은 부모로부터 떨어져 공립학교에서 생활하면서 정서적 외로움과 스트레스 속에서 중국어를 배우고 당과 국가에 대한 교육을 받고 있지만 종교적 신념을 믿고 실천하는 것이 금지되는 등 티베트인으로서의 정체성을 잃어가고 있다.
이 같은 주장은 망명 티베트 단체인 티베트행동센터(Tibet Action Institute)가 7일 발표한 보고서에 들어있으며 10일 대만 중앙통신이 인용 보도했다.
보고서에 따르면 지난 10년 동안 중국 정부는 현지학교를 체계적으로 없애고 공립기숙학교로 대체했다. 6세에서 18세 사이의 티베트 어린이와 청소년들의 78% 가량인 80만 이상이 기숙학교에서 생활하는 것으로 전해진다. 대신 티베트의 수도원 학교와 다른 사립학교는 폐쇄됐고 사립학교 교장과 티베트 교사 및 지식인은 체포됐다. 동부 티베트의 한 부모는 당국이 지난해 지역 학교를 유치원으로 전환하고 아이들이 마을에서 공부하는 것을 금지해 어쩔 수 없이 아이를 도시의 학교로 보내야 했다.
이 보고서는 한 동티베트인 교사의 말을 인용해 주민들은 4살 이상인 아이들을 기숙학교에 보내야 하고 교사는 중국어 표준어인 보통화만 써야 한다고 주장했다. 동요와 잠들기 전 이야기 들려주기 등을 포함한 모든 수업도 보통화로 해야 한다.
이 교사는 "이 학생들이 7살에 초등학교에 입학했을 때 티베트어를 할 줄 아는 사람은 거의 없다"고 증언했다.
티베트행동센터 라돈 테통 소장은 불교는 티베트인들에게 떼려야 뗄 수 없는 삶의 방식인데 중국이 기숙학교를 설계한 목적은 티베트인의 정체성을 변화 또는 제거하는 것이라고 주장했다.
그럼에도 티베트 학생들이 이런 과정을 거쳐 사회에 진입하면 중국 국가시스템에 의해 여전히 2급 공민으로 간주되며 티베트 학생들이 중국에서 1급 교육을 받고 평등과 성공을 누릴 수는 없다.
티베트행동센터는 보고서 첫 머리에 "기숙학교는 티베트 정체성을 제거하고 중국 민족주의 정체성으로 대체함으로써 중국 공산당 통치에 대한 저항을 무력화 하려는 시진핑 캠페인의 초석"이라고 주장했다.
미국 상원과 하원 의원들이 중국 티베트의 자치를 지지하는 서한을 미 행정부에 보냈다. 또 티베트의 정신적 지도자인 달라이 라마를 백악관에 초청할 것을 제안하기도 했다. 타국의 티베트 지지를 내정 간섭으로 보는 중국은 해당 조치가 이뤄질 경우 강력한 반발에 나설 것으로 전망된다.
14일(현지 시각) 정치전문매체 더힐 등에 따르면 공화당 마르코 루비오, 민주당 패트릭 리히 상원 의원은 티베트인의 권리와 자치권, 존엄 보호가 미국의 티베트 정책에서 원칙이 돼야 한다는 내용의 서한을 우즈라 제야 국무부 차관에게 전달했다고 밝혔다.
제야 차관은 조 바이든 대통령으로부터 티베트 문제 관련 특별 조정관 지명을 앞두고 있다. 해당 서한에는 상원의 여야 의원 100명 중 38명이 서명했고, 하원에서도 민주당 짐 맥거번, 공화당 크리스 스미스 의원 주도로 서명 작업이 이뤄졌다.
여야 의원들은 서한에서 “미국의 근래 대통령 5명 중 4명이 티베트의 정신적 지도자인 달라이 라마를 백악관에 초청했다”면서 “바이든 대통령도 초청하거나 그가 머무는 인도에서 만날 것”을 제안했다. 또 미 행정부를 향해 티베트 망명정부와의 관계 심화, 티베트에서 종교의 자유 지지와 정치범 옹호, 중국과 티베트의 대화 증진을 위한 정치적 노력을 주문했다.
이들 의원은 중국이 티베트에 의미 있는 자치권을 부여할 의무를 재확인할 것과 함께 네팔 내 티베트 난민이 직면한 장애물 해결, 티베트 언어와 문화의 보존, 티베트 정책에서 다자간 조율의 필요성을 강조했다.
중국은 1950년 티베트를 침공해 1951년 ‘시짱(西藏·티베트) 평화해방 방법에 관한 협의’라는 조약을 맺고 티베트를 병합했다. 이후 1959년 독립을 요구하는 대규모 봉기를 진압하고 1965년 이 지역을 시짱 자치구로 편입했다.
중국의 압박을 피해 1959년 티베트를 탈출한 달라이 라마는 인도 북부 다람살라에 티베트 망명정부를 세우고 비폭력 독립운동을 이끌어 왔다. 인권단체들은 중국이 티베트인의 종교적 생활과 문화를 억압하면서 임의 구금과 고문 등 수많은 인권 침해를 자행한다고 주장해 왔다.
바이든 대통령은 중국의 인권 문제를 이유로 내년 2월 베이징 동계올림픽에 외교사절단을 보내지 않는 외교적 보이콧을 결정했다. 또 지난달 시진핑 중국 주석과 첫 화상 정상회담 때 인권 관련된 의제 중 하나로 티베트 문제를 다뤘다고 백악관이 밝히기도 했다.

## 같이 보기
- 중국의 민족
- 티베트
- 티베트의 기(설산사자기)
- 티베트 망명 정부
- 1959년 티베트 봉기
- 2008년 티베트 소요 사태
- 동튀르키스탄 독립운동 (위구르족)
- 일본의 민족 문제
  - 류큐 독립운동
  - 아이누 독립운동
- 타이완 원주민